# Kurnool (ciutat)
Kurnool (telugu కర్నూలు, hindi कुर्नूल) és una ciutat i corporació municipal de l'Índia, a l'estat d'Andhra Pradesh, capital del districte de Kurnool. El nom deriva de Kandenavolu o Kandanavolu (nom telugu que apareix a antigues inscripcions) o Kandenapalli. Està situada a 15° 50′ 00″ N, 78° 03′ 00″ E / 15.8333°N,78.05°E a la confluència del Tungabhadra i el Hindri. A la rodalia passa el canal Kurnool-Cuddapah. La població segons el cens del 2001 és de 	269.122 habitants. La població el 1871 era de 25.579 habitants, el 1881 de 20.329 i el 1901 de 25.376. El principal monument és la tomba d'Abdul Wahab el primer governador musulmà de Karnool (1618); destaca també una font construïda pel raja de Vizianagaram, i alguns temples o mesquites. El fort (avui desmantellat excepte un bastió) hauria estat construït per Achyuta Raya, successor de Krishna Deva Raya, el rei més important de Vijayanagar.

## Història
El 1687 Aurangzeb va dominar el sultanat de Golconda i, per tant, el territori de Kurnool. La ciutat de Kurnool fou ocupada per Ghiyath al-Din, un dels seus generals i poc després fou donat en jagir a Daud Khan, un general paixtu que havia fet importants serveis. El va succeir Himayat Khan el 1733 que va participar en les guerres del Carnàtic i de vegades va donar suport als britànics i altres als francesos. El març del 1751 la ciutat de Kurnool fou assetjada i conquerida a l'assalt per Salabat Jang d'Hyderabad i el general francès Bussy. El 1752 Munawar Khan va esdevenir nawab independent de Kurnool. El 1755 el nawab fou atacat per Haidar Ali (després sobirà de Mysore) i va haver de pagar de tribut. Derrotat finalment Tipu Sultan, el fill d'Haidar, el 1799 a Seringapatam, el territori fou cedit al nizam d'Hyderabad. Aquest el va cedir al cap d'un any (1800) als britànics en pagament de la força subsidiària britànica estacionada al seu territori encarregada de la seva defensa. Tot i aquestos canvis el nawab de Kurnool va conservar el jagir subjecte a tribut de 100.000 rupies. El 1816 el país fou saquejat pels pindaris en temps d'un altra Munawar Khan que fou succeït el 1823 pel seu germà Ghulani Rasul Khan, el darrer dels nawabs; el 1833 fou descobert preparant un complot, i fou enviat a Trichinopoly (1834) on fou assassinat pel seu propi servidor; els seus dominis, junt amb els jagirs feudataris que posseïen els seus parents i altres nobles, foren annexionats pels britànics (formalment el 1838); els seus parents van rebre pensions. El 1846 un parent del nawab es va revoltar però fou capturat i penjat en públic. El territori del nawab, format per les talukes de Ramallakota, Nandikotkur, Nandyal i Sirvel fou administrat entre 1838 i 1858 per un comissionat i agent. El 1858 fou declarada capital del nou districte de Kurnool. El 1866 es va formar la municipalitat.
Vegeu Kurnool pel principat

### Temples
- Sai Baba o Dakshina Shirdi
- Sri Nagareswara
- Sri Venkateswara
- Sri Lakshmi Venkateswara
- Sri Nimishambha
- Sri Ayappa Swamy
- Sri Ganapathi
- Roza Dargah
- Lal Masjid
- Jumma Masjid
- Masjid-e-Gounda
- Masjid-e-Quba
- Gopal Diddi Dargah
- Dargah Ameen Baba
- Església Baptista